# Жуковский, Александр Иванович (штабс-капитан)
Александр Иванович Жуко́вский (пол. Aleksander Żukowski; 1820—1915) — белорусский шляхтич герба Гриф, предводитель дворянства Рогачевского уезда (1855—1860), капитан (1855—1857), штабс-капитан (1857—1860), помещик, участник восстания 1863—1864 годов.

## Биография
Сын майора Ивана Ивановича Жуковского, который совместно с братом титулярным советником Антоном Жуковским приобрел владения Голицыных в Рогачевском уезде по купчей крепости 12 (24) марта 1812 года: «село Малевичи с деревнями Кормою, Заградьем, Новиками, Точиловком, Старою и Новою Руднями, Слободками, Богдановкою, Жанвилем и село Шабчицы с фольварком Веселовым».
У Ивана Ивановича Жуковского был также сын коллежский регистратор Адам Иванович Жуковский. После смерти Адама в 1836—1837 имения их отца перешли по наследству Александру Ивановичу Жуковскому. Согласно 10-й народной переписи 1857—1859 к его помещичьим владениям относились имение Веселово с селом Шапчицами, Меркуловичи и Лесовая Буда. Также Александр имел каменный дом в Киеве.
В 1863 году помещик отставной штабс-капитан Александр Иванович Жуковский был арестован по подозрению в доставлении провианта и других вещей повстанческому отряду Рогачевского уезда под руководством Фомы Гриневича.
Похоронен в семейной часовне-усыпальнице на католическом кладбище Могилёва.
Помещичьи владения в фольварке Веселово и селе Шапчицах перешли по наследству его сыну коллежскому советнику Ольгерду Жуковскому.

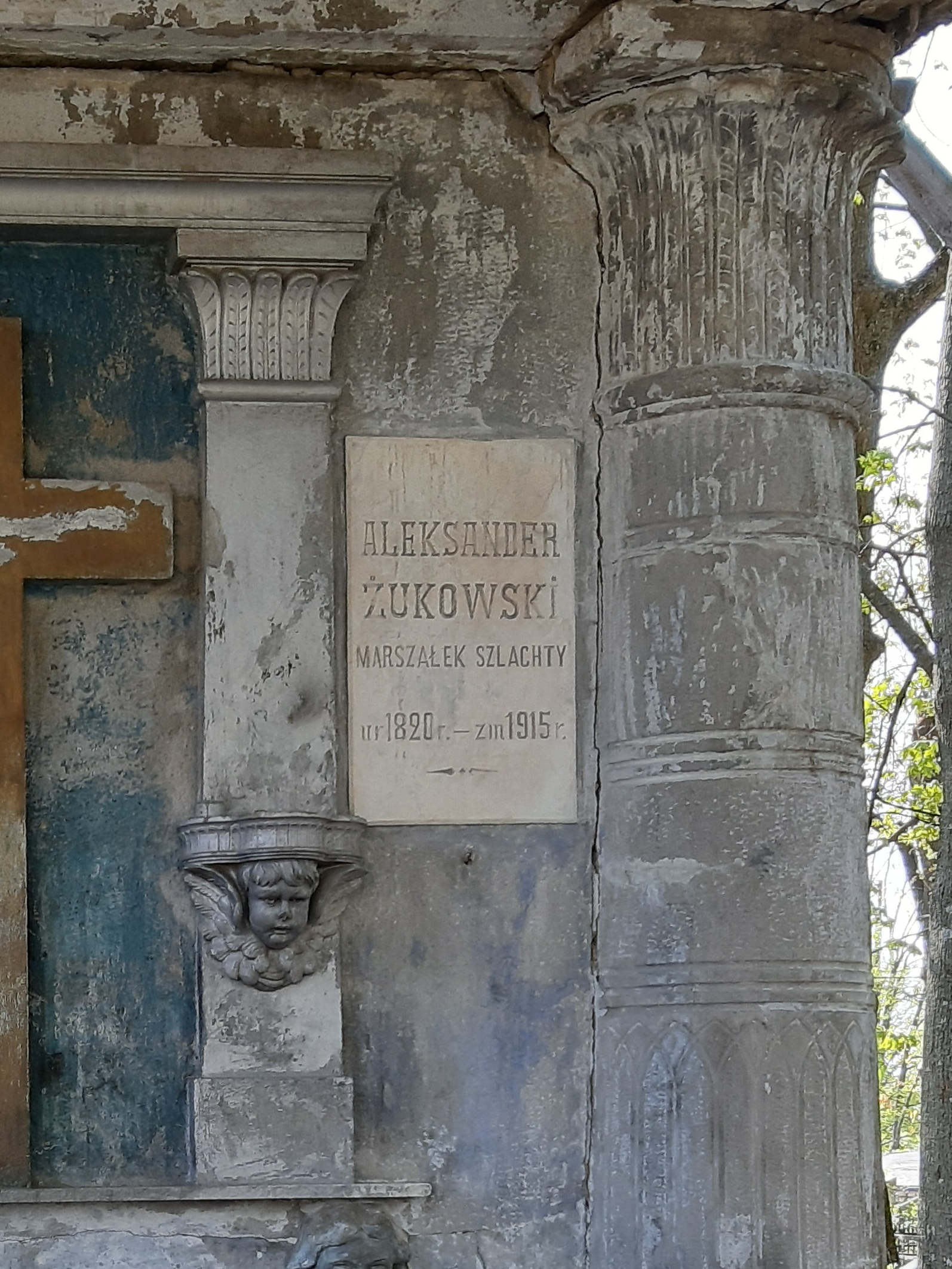
Мемориальная доска на часовне-усыпальнице.